# Synallactes
Genre
Les Synallactes forment un genre de concombres de mer de la famille des Synallactidae vivant à grande profondeur.

## Liste des genres
Selon World Register of Marine Species (25 novembre 2017) :
- Synallactes aenigma Ludwig, 1894

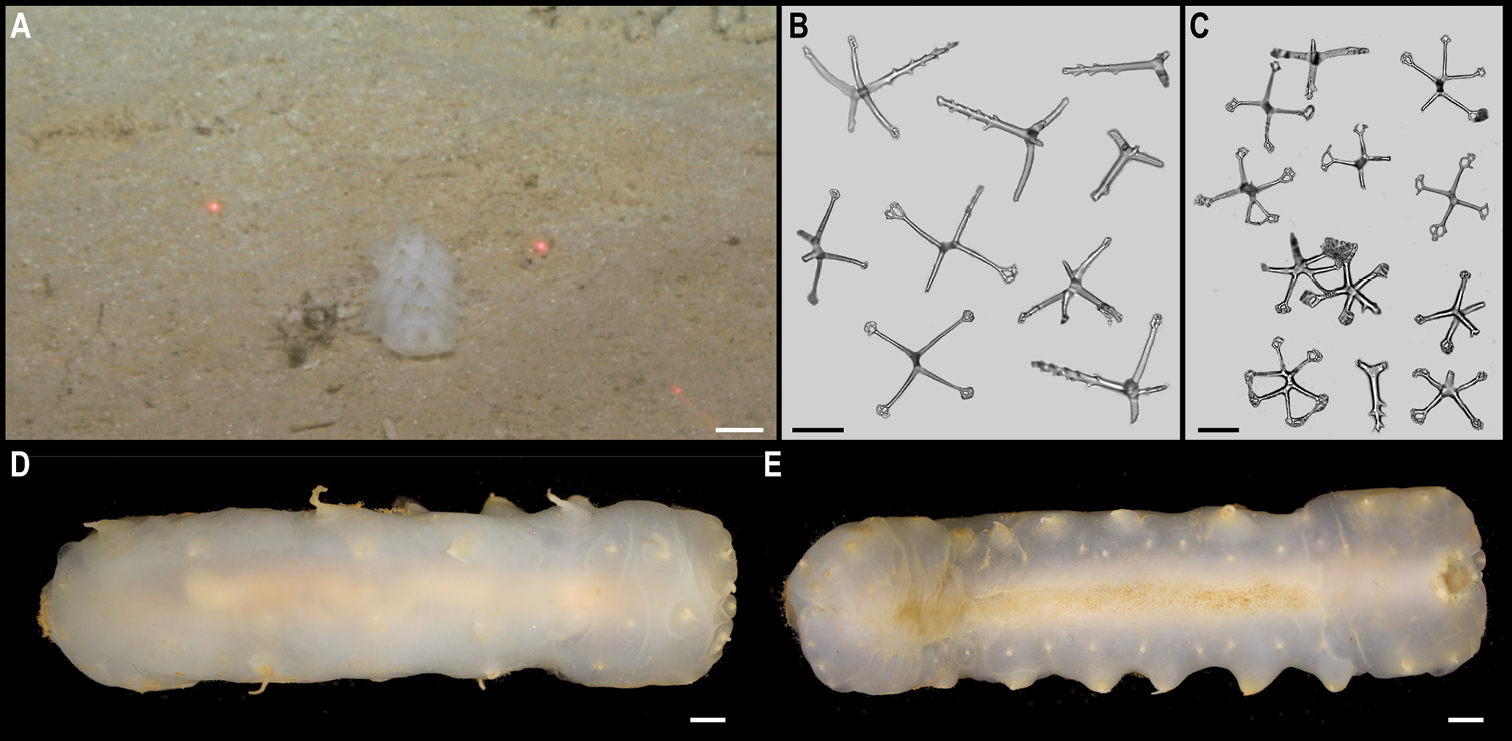
Synallactes sp.

- Synallactes alexandri Ludwig, 1894
- Synallactes challengeri (Théel, 1886)
- Synallactes chuni Augustin, 1908
- Synallactes crucifera Perrier R., 1898
- Synallactes discoidalis Mitsukuri, 1912
- Synallactes dubius Koehler & Vaney, 1905
- Synallactes elongata (Heding, 1940)
- Synallactes gilberti Ohshima, 1915
- Synallactes heteroculus' (Heding, 1940)
- Synallactes horridus Koehler & Vaney, 1905
- Synallactes laguardai Solis-Marin, 2005
- Synallactes longipapillata Sibuet, 1978
- Synallactes mollis Cherbonnier, 1952
- Synallactes monoculus (Sluiter, 1901)
- Synallactes multivesiculatus Ohshima, 1915
- Synallactes nozawai Mitsukuri, 1912
- Synallactes profundus (Koehler & Vaney, 1905)
- Synallactes quatrami Thandar, 2018
- Synallactes rigidus Koehler & Vaney, 1905
- Synallactes robertsoni Vaney, 1908
- Synallactes sagamiensis (Augustin, 1908)
- Synallactes samyni Thandar, 2008
- Synallactes triradiata Mitsukuri, 1912
- Synallactes virgulasolida Massin & Hendrickx, 2010
- Synallactes viridilimus Cherbonnier, 1952

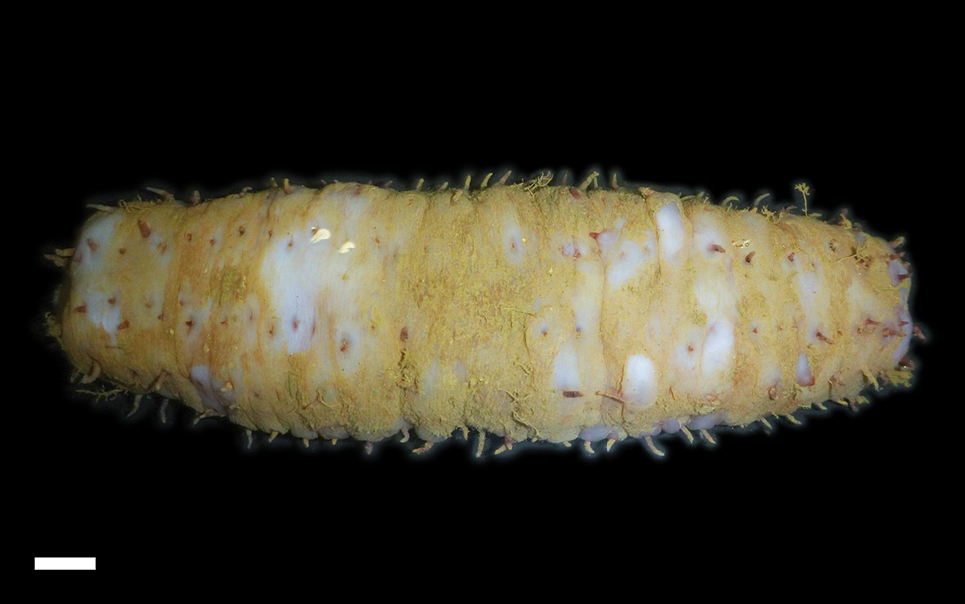
Synallactes cf. chuni